# All Eyez on Me (album)
All Eyez on Me is het vierde studioalbum van de Amerikaanse rapper 2Pac, uitgebracht op 13 februari 1996. Het album kwam zeven maanden voor zijn overlijden uit en er werden in de eerste week 566.000 exemplaren van verkocht. Het behaalde negen keer platina en werd het bestverkochte rap-album aller tijden. All Eyez on Me was ook het eerste dubbelalbum opgenomen door een hiphop-artiest.

## Tracklist
Cd 1
1. "Ambitionz Az a Ridah"
2. "All Bout U"
3. "Skandalouz"
4. "Got My Mind Made Up"
5. "How Do U Want It"
6. "2 of Amerikaz Most Wanted"
7. "No More Pain"
8. "Heartz of Men"
9. "Life Goes On"
10. "Only God Can Judge Me"
11. "Tradin War Stories"
12. "California Love" (Remix)
13. "I Ain't Mad at Cha"
14. "What'z Ya Phone #"

Cd 2
1. "Can't C Me"
2. "Shorty Wanna Be a Thug"
3. "Holla at Me"
4. "Wonda Why They Call U Bitch"
5. "When We Ride"
6. "Thug Passion"
7. "Picture Me Rollin"
8. "Check Out Time"
9. "Ratha Be Ya Nigga"
10. "All Eyez on Me"
11. "Run tha Streetz"
12. "Ain't Hard 2 Find"
13. "Heaven Ain't Hard 2 Find"